# Podoniscus multidentatus
Podoniscus multidentatus är en kräftdjursart som beskrevs av M. Bourdon 1981. Podoniscus multidentatus ingår i släktet Podoniscus och familjen Cabiropidae.
Artens utbredningsområde är havet kring Nya Zeeland. Inga underarter finns listade i Catalogue of Life.